# Waiter: "You Vultures!"
Waiter: "You Vultures!" è il primo album in studio del gruppo musicale statunitense Portugal. The Man, pubblicato nel 2006.

## Tracce
Testi e musiche di John Baldwin Gourley.
1. How the Leopard Got Its Spots – 3:59
2. Gold Fronts – 3:27
3. Stables & Chairs – 3:16
4. AKA M80 the Wolf – 3:56
5. Marching With 6 – 3:02
6. Elephants – 4:03
7. Waiter – 3:23
8. Chicago – 4:13
9. Bad, Bad Levi Brown – 3:29
10. Kill Me. The King – 3:05
11. Tommy – 4:27
12. Horse Warming Party – 3:44
13. Guns. Guns...Guns – 8:30

## Formazione
- John Baldwin Gourley – voce, chitarra
- Wesley James Hubbard – voce, tastiera
- Zachary Scott Carothers – basso, voce
- Jason Sechrist – batteria